# La Celle-sous-Chantemerle
La Celle-sous-Chantemerle – miejscowość i gmina we Francji, w regionie Grand Est, w departamencie Marna.
Według danych na rok 1990 gminę zamieszkiwało 136 osób, a gęstość zaludnienia wynosiła 11 osób/km².